# Samuele Schiavina
Samuele Schiavina (Ferrara?, Emília-Romanya, 5 de juny de 1971 - 26 d'octubre de 2016) va ser un ciclista italià, professional des de 1994 fins al 1999. De la seva carrera destaquen les victòries d'etapa que va aconseguir a algunes de les proves que es disputaven a Espanya. Morí de resultes de les ferides provocades en un accident de trànsit mentre anava a treballar.

## Palmarès
- 1992
  - 1r a la Milà-Bolonya
- 1993
  - 1r al Trofeu Mauro Pizzoli
  - 1r a la Coppa Caduti di Reda
  - 1r al Trofeu Internacional Bastianelli
  - 1r al Gran Premi Ciutat de Felino
- 1994
  - Vencedor de 2 etapes de la Volta a Galícia
  - Vencedor de 3 etapes de la Volta a Burgos
  - Vencedor d'una etapa de la Ruta Mèxic
- 1995
  - 1r al Trofeu Manacor de la Challenge de Mallorca
  - Vencedor d'una etapa de la Volta a Astúries

### Resultats al Tour de França
- 1998. Abandona

### Resultats a la Volta a Espanya
- 1997. 102è de la classificació general

### Resultats al Giro d'Itàlia
- 1999. 99è de la classificació general